# David Petrasek
David Petrasek (Jönköping, 1º febbraio 1976) è un ex hockeista su ghiaccio svedese.

## Palmarès

### Mondiali
- 1 medaglia:
  - 1 argento (Slovacchia 2011)